# あいつとララバイ
『あいつとララバイ』は、楠みちはるによる日本の漫画作品。1981年から1989年まで『週刊少年マガジン』（講談社）にて連載された。また、これを原作とする1983年公開の実写映画と、1987年公開のアニメ映画。

## 概要
横浜を主な舞台に、高校生菱木研二とヒロインの佐藤友美が織り成す青春を描いた漫画。学校生活を中心とした恋愛、不良少年達の抗争、公道バイク競争など多彩な展開をみせる。いずれもバイクが作品の中心に据えられている。連載期間は約8年。作中の経過時間は、友美の高校入学から卒業までのちょうど3年間。
作者がまだ「期待の新人」と冠されるような若い時期の作品。『週刊少年マガジン』の読者アンケートでは、最高時で第6位だった。連載期間中に、実写映画が1本、アニメ映画も1本が制作公開された。
主人公が乗るオートバイは、川崎重工業が1972年に販売を開始した空冷4気筒750ccの大型自動2輪車・750RS（形式名：Z2）。

## あらすじ
恋愛漫画、不良漫画、バイク漫画などの要素が混在しており、特に前半部分は明確な線引きも難しい構成になっている。作品の雰囲気を伝えられる程度に大まかな流れを記す。各編名は、本項目内での独自の呼称。

### ラブコメ編
単行本第1巻から第10巻付近。研二と友美の出会いから、恋愛関係が一進一退で発展していく様子を描く。様々な女性や、恋のライバルが登場して研二の心を惑わす。下記の不良抗争編と重複して進行する場合もある。

### 不良抗争編
単行本第3巻から第16巻付近。暴力団との抗争、暴走族同士の抗争などに研二が巻き込まれるが、バイクの腕前で解決する。

### バイクバトル編
単行本第17巻付近から最終巻の第39巻まで。次々と現れるライバルたちと、公道で速さを競う。ZIIの事故、チューニングなども経験し、研二はライダーとして成長していく。
以下登場順にバトルを記す。カッコ内は（ライバル名/車種/コース）。
- 死神ライダー編（ユウキ/スズキ・GS750・赤木洸一/カワサキ・750SS/北海道日高）（まりな/ヤマハ・FZ400R/幽霊（まりなの父親）/北海道網走）
- マキオ編（マキオ・モトギ/カワサキ・Z750FX/横浜市中区石川町〜首都高[注 1]）
- 水曜日のシンデレラ編（その子/ポルシェ930ターボ/箱根ターンパイク〜箱根スカイライン〜長尾峠〜御殿場IC）・・・コミックス23巻～
- 首都高の青い鳥編（沢井・白バイ/スズキ・GS750P/横浜市内一周）（キング/スズキ・GSX750Sカタナ/首都高都心環状線・内回り）
- 皆川るみ子編（皆川るみ子/ホンダ・CBX400F/箱根）（皆川るみ子/ドゥカティ・900SS/本牧B埠頭）
- スターダストブラザーズ編（カズ＆アキ/2車ともカワサキ・GPZ900R[注 2]/湘南海岸江の島から東）
- アメリカ編（カワサキZ1000MKII/ニューヨーク）

### 最終回
渡米して二年、研二とそのチームは数々のレースに参戦した後、アメリカでの活動を中止し一時帰国。研二は高校に復学する。友美の卒業式の日に帰国した研二は、校門前で友美を迎えに現れる。思わず涙を流す友美。二人は赤いZIIに乗って、いつまでも横浜の町を走り続ける。最後のページは、横浜の山下公園一帯を見下ろした風景をバックに、「さよなら あいつとララバイ」とモノローグで締めくくられる。

## 登場人物
担当声優はアニメ版のもの。

### 主人公
菱木研二（ひしき けんじ）
声：堀川亮
搭乗車種：カワサキ・750RS（ZII）
ボディカラー：赤と白のオリジナルパターン
横浜西高校の1年生。1年次に自主中退して翌年度に復学したため、年齢は同級生の友美より1つ上である。真っ赤なスイングトップにブルージーンズと白いスニーカーがトレードマーク。髪型は、当時の男性アイドルなどに見られた形態（前髪にパーマをかけて少し持ち上げた型）に近いスタイル。
バイクとその運転を何よりも愛する少年。中学2年の時には無免許でバイクに乗っていた。当時からかなりの技術を持ち、リエが横浜の不良を統一するのにも陰ながら手を貸していた。ケンカはそれほど強くないが、強者相手でもやるべき時はしっかりと受けて立つ。
高度な危険回避能力を持ち、それが無意識のうちに運転技術に繋がっている。しかしバイクの運転については、うまく速く走って競争に勝つよりも、楽しく運転することを第一に考えている。バトルの過程で、不可避的に警察車両を破壊したり、航空機を横切るなどの暴走を行ったこともある。基本的にヘルメットを着けないが、何度大事故を起こしてもほとんど怪我はない。
容姿は整っており、数々の女性と親密になってしまう。自分は軟派ではないと思っているが、周囲からは「浮気モノ」「ハンパでナンパ」「ラブコメ男」などと冷やかされる。序盤においては、様々な恋のライバルとぶつかったり、友美との距離を縮めようと焦って失敗したりと、友美とケンカすることも多い。物語がバイクバトル中心になると、友美を大事に思いつつも結局バイクを取ってしまい、たびたび友美を怒らせてしまう。しかし最終回においては、レーサーとなり突然帰国し、友美を喜ばせた。
愛車ZII
関東では“ゼッツー”、関西では“RS”と呼ばれる。カワサキの輸出専用モデルZ900（社内記号：Z1）の国内版として、当時の国内規制に準じた排気量750ccエンジンを積んで登場したバイク。バイクがまだ空冷で、4気筒エンジンが最新技術だった昭和中期の製品で、作品中でもすでに「クラシック」と記されている。
転倒、衝突などの事故を頻繁に起こすが、そのたびに研二とその父親（自動車工場経営）の手によって修復されている。一度だけ大破・炎上したことがあり、その時はほぼ全ての部品がメーカー在庫に交換された。
白地に赤の「火の玉」風カラー（ただし塗り分けはオリジナルとは異なるパターン）に赤いフレームと目立つ外観であり、当初より自己流ながらも相当のカスタムを施している。フロントはダブルディスクでリアもディスクのトリプルディスク仕様、前後キャストホイール、オイルクーラー装着、直管タイプの集合マフラーなど改造箇所は多数。吸気系をファンネル仕様にしているがエンジンそのものに手を加えている様子は見られない。
プロの手によってチューニングを受けるのは作品中盤の「水曜日のシンデレラ編」から。その時のチューニング内容は、いわゆるバランス取りのみで、ポートを研磨したくらいのファインチューンであった。その後、「首都高の青い鳥編」で中古のレース用エンジン（モリワキのキットが組まれていたとのセリフがある）に換装した。同時にフレームにも補強が施され、APロッキード製のブレーキキャリパーやマグネシウム製のホイールへの変更、フロントフォークの換装、タイヤサイズ変更など徹底的なフルチューンが行われた。
佐藤友美（さとう ともみ）
声：玉川砂記子
本作のヒロイン。横浜西高校の1年生。短い茶髪をパーマでまとめた少女。第1話において、高校入学直前のある日、急用のため研二のバイクに飛び乗ってしまったことで知り合いとなる。後日、高校の同じクラスで再会し、次第に研二と意識しあうようになる。
中学生のときから陸上部で好成績（短距離走）を残しており、じゅんとは確執があった。走ることそのものが好きで、毎朝のランニングを欠かさない。
研二と付き合い始めた当初は、衆目の前で研二にキスを迫ったり、そうかと思えば突然大嫌いと泣き叫んだりと、付き合い方がわからず困る場面が多い。物語中盤以降は、バイクに夢中の研二にたびたび腹を立てつつも、次第に研二を一番近くで見守ろうと努めるようになる。最終的に、研二との恋愛の発展は「キスまで」であった。

### 学校関係者
新名じゅん（にいな じゅん）
声：神代智恵
第6巻で初登場した、関西弁をしゃべる黒髪、おかっぱの女の子。友美と同学年。当初は別の高校だったが同じクラスに転校してくる。ひろしとは異母兄妹。夜はディスコでバンド演奏のバイトをしている。サバサバした性格で、「負い目は作らず筋は通す」が信条。
陸上競技の世界で友美と因縁があり、友美をライバル視していた。不良抗争編あたりからは、友美の友達として一緒に描かれる。恭介のことが気になりだし、北海道に旅行に行ったときには告白もしている。アニメ版でも、恭介とペアで描かれている。
大門恭介（だいもん きょうすけ）
声：佐藤政道
搭乗車種：ドゥカティ マイク・ヘイルウッド・レプリカ（MHR）
ボディカラー：赤（アニメ映画版）
第11巻で初登場。研二と同年齢だが、高校は2年で中退している。兵庫の暴力団（大門組）組長の息子で、暴走族「魔駑奴愚（マッドドッグ）」の頭。神戸に来た研二やひろしと因縁が生まれ、2人を追って同じ高校の同じクラスに転校（この時2年生）。バイクバトルや旅行にも連れ立つレギュラーキャラクターとなる。当初は凶暴な不良として描かれるが、転校後はギャグシーンでの扱いが多くなり、じゅんとの恋愛も描かれる。最終幕となるアメリカ編にもチームメイトとして同行する。アニメ映画版にも終始登場する。
関西弁でしゃべり、一人称は「わし」。学生服を前開けで着用し袖を捲くっており、インナーはサラシか白いTシャツ。バイクの腕前は、研二には及ばないものの非常にうまい。
愛車はドゥカティ・マイク・ヘイルウッド・レプリカ(MHR)。初登場時はフルカウルだったが事故後、研二の父親により修理される際にネイキッド化された。以前は研二と同じカワサキ・750RS（ZII）の初期型に乗っていた（研二は後期型）。
リエ - 相沢理恵（あいざわ りえ）
搭乗車種：ホンダ・CB900F
2年生。高校生離れしたクールな黒髪長髪の美女。その正体は、横浜の不良の象徴的存在・本牧（ほんもく）レディの7代目。レディースチーム「エンジェルキッス」の元頭。研二の旧い知り合いとして第1巻から登場。
最終登場は第16巻。後継者選びのエピソードは未完のままで、高校卒業などの描写もない。
白川由紀子（しらかわ ゆきこ）
声：伊倉一恵
研二の担任の先生。車種不明のオープンカーを乗りこなす。研二を盛り場に連れ出したり、さらに泥酔して同じベッドで寝てしまったりなど、いろいろ問題行動の多い美人女教師。研二のサボリ癖に頭を悩ませている。

### 町の人々
耀子（ようこ）
研二がよく利用している近所の喫茶店「ファニー」のマスター。6年前に高校1年生とのことで、22歳前後。リエ、沢木とも面識がある。アウトビアンキ・A112アバルト（右ハンドル）とホンダ・プレリュードBA4を所有。なお「ファニー」とは、作者がかつて結成していたバイクのチーム名である。
島田ひろし（しまだ ひろし）
搭乗車種：カワサキ･Z750
大手建設会社の跡取り息子。暴走族「横浜キャッツ」の頭。特攻服を着用。左こめかみに大きな傷痕がある。
じゅんとは異母兄妹。研二、リエ、恭介とは戦いを経て友好関係になる。キャッツ解散後は、建設現場で汗を流す勤労青年になりつつも、研二のピンチに手を貸していく。
沢木竜一（さわき りゅういち）
搭乗車種：ハーレーダビッドソン・XLCR　
かつて横浜最強の暴走族だった「本牧ベイカーズストリート」の元リーダー。中学生時代の研二に多大な影響を及ぼした人物で、研二がZIIを購入したのも彼に拠るところである。ベイカーズを復活させようとして、かねてより因縁のあったひろし、リエと大戦争を行う。

### バイクショップ「ボンバー」関係者
オヤッさん - 杉本鉄彦（すぎもと てつひこ）
声：近石真介
かつて世界で五指にはいると言われたバイクのチューナー。40代半ば。10年以上前、井田とともに某メーカー（作中の噂ではホンダ）のワークス・チームを飛び出し、バイクレースの世界でプライベートチーム「杉本塾」を旗揚げするが、キングを失ったことが決定的となりチームは解散。現在は練馬区のバイク屋「ボンバー」の主人。水曜日のシンデレラ編で初登場し、以後最後まで研二のバイクをチューニングしていく。
白いツナギの作業服を着用。ハゲ頭、鼻ひげが特徴。顔つき、口、人当たりが非常に悪いが、認めた人間への面倒見は良く、かつての仲間からの信頼も厚い。
井田（いだ）
オヤッさんとチームを作っていた弟子。現在は会社を経営する中年男性。バイクや対する知識と情熱は衰えておらず、オヤッさんや研二に終始協力し続け、一緒にアメリカに渡ることを提案する。
その子（そのこ）
声：島本須美
搭乗車種：ポルシェ・911ターボ(930)、アウディ・90初代
ボディカラー：白
箱根の峠で「水曜日のシンデレラ」と呼ばれる、ポルシェに乗る大学生。アニメ映画版ではメインライバルとして登場。研二と箱根でバトルする。ポルシェは、オヤッさんの今は亡き息子がチューニングしたもの。
キング
搭乗車種：スズキGSX750S　スズキ・カタナ
ボディカラー：水色
10年以上前、オヤッさんともに世界を目指すも、不慮の事故で膝を壊し、世に出ることは無かった悲運の天才ライダー。現在でもオヤッさんのチューンした初期型（ヒロシの目撃情報によれば２型であるが、ライト下部のスポイラーが無いことから初期型であると思われる）カタナに乗り続け、より速い相手を求めて首都高を走り続けている、人呼んで「首都高の青い鳥」。
本名、素顔、生い立ちなどのプロフィールは不明のままで、セリフも独り言が1回しかない（「ニヤ」などの擬音が吹き出しの中に入ることはある）。オヤッさんの口から、当時の言葉や性格が説明されるのみである<。

## 備考
- 作品連載当時は「バイクブーム全盛期」であり、作中に登場する峠や首都高といった場所に多くのバイク乗りが出没していた。
- この作品以降、何度目かの「空冷4気筒ブーム」が起き、長きにわたって登場車両が高額取引されることとなり、作中のカラーリングを真似た「あいララ仕様」「研二カラー」などのカスタム車両が雑誌を賑やかした。
- ライバルの1人、皆川るみ子は、漫画連載当時の筑波サーキットS-80クラスでランキング2位だった「及川ルイ子」がモデルである。美人であったため、バイク雑誌以外のメディアからも多数取り上げられた。
- 連載開始前に、パイロット版ともいえる読み切り作品『おまえとララバイ』が描かれている。単行本『さよならDecember』に収録されている。
- 作品後半には、作者への個人スポンサーであった「ベルミーコーヒー」（2004年にカネボウの事業整理で廃盤）が作中にたびたび登場する。
- 作品中盤の掲載時期から、作者が週刊ヤングマガジンで『シャコタン☆ブギ』の連載を始めている。本作に、『シャコタン☆ブギ』の登場人物が数回、モブキャラクターで出演している。また、第21巻で研二が入院した病院の医者は、同作者の『J物語』からの特別ゲスト[4]出演である。

## 書誌情報
- 楠みちはる 『あいつとララバイ』 講談社〈講談社コミックス〉、全39巻
  1. 1982年1月18日発売[5]、ISBN 978-4-06-172808-0
  2. 1982年3月18日発売[6]、ISBN 978-4-06-172815-8
  3. 1982年4月15日発売[7]、ISBN 978-4-06-172824-0
  4. 1982年7月13日発売[8]、ISBN 978-4-06-172838-7
  5. 1982年9月17日発売[9]、ISBN 978-4-06-172857-8
  6. 1982年12月15日発売[10]、ISBN 978-4-06-172866-0
  7. 1983年3月17日発売[11]、ISBN 978-4-06-172880-6
  8. 1983年5月12日発売[12]、ISBN 978-4-06-172892-9
  9. 1983年7月14日発売[13]、ISBN 978-4-06-172906-3
  10. 1983年11月16日発売[14]、ISBN 978-4-06-172927-8
  11. 1983年12月14日発売[15]、ISBN 978-4-06-172935-3
  12. 1984年4月16日発売[16]、ISBN 978-4-06-172959-9
  13. 1984年6月14日発売[17]、ISBN 978-4-06-172973-5
  14. 1984年09月14日発売[18]、ISBN 978-4-06-172992-6
  15. 1984年11月14日発売[19]、ISBN 978-4-06-173007-6
  16. 1985年2月12日発売[20]、ISBN 978-4-06-173024-3
  17. 1985年4月15日発売[21]、ISBN 978-4-06-173035-9
  18. 1985年7月12日発売[22]、ISBN 978-4-06-173055-7
  19. 1985年10月15日発売[23]、ISBN 978-4-06-173080-9
  20. 1985年12月12日発売[24]、ISBN 978-4-06-173099-1
  21. 1986年3月13日発売[25]、ISBN 978-4-06-173128-8
  22. 1986年6月12日発売[26]、ISBN 978-4-06-173148-6
  23. 1986年8月11日発売[27]、ISBN 978-4-06-173169-1
  24. 1986年11月13日発売[28]、ISBN 978-4-06-173193-6
  25. 1987年1月12日発売[29]、ISBN 978-4-06-311206-1
  26. 1987年4月13日発売[30]、ISBN 978-4-06-311228-3
  27. 1987年6月12日発売[31]、ISBN 978-4-06-311246-7
  28. 1987年8月12日発売[32]、ISBN 978-4-06-311266-5
  29. 1987年10月9日発売[33]、ISBN 978-4-06-311284-9
  30. 1987年12月15日発売[34]、ISBN 978-4-06-311300-6
  31. 1988年3月15日発売[35]、ISBN 978-4-06-311322-8
  32. 1988年6月10日発売[36]、ISBN 978-4-06-311351-8
  33. 1988年8月10日発売[37]、ISBN 978-4-06-311370-9
  34. 1988年11月14日発売[38]、ISBN 978-4-06-311400-3
  35. 1989年1月13日発売[39]、ISBN 978-4-06-311415-7
  36. 1989年4月13日発売[40]、ISBN 978-4-06-311435-5
  37. 1989年6月12日発売[41]、ISBN 978-4-06-311455-3
  38. 1989年8月8日発売[42]、ISBN 978-4-06-311474-4
  39. 1989年11月15日発売[43]、ISBN 978-4-06-311508-6

- 楠みちはる 『あいつとララバイ』 講談社〈KCデラックス〉、全18巻
  1. 1998年3月19日発売[44]、ISBN 978-4-06-319915-4
  2. 1998年3月19日発売[45]、ISBN 978-4-06-319916-1
  3. 1998年3月19日発売[46]、ISBN 978-4-06-319917-8
  4. 1998年4月21日発売[47]、ISBN 978-4-06-319926-0
  5. 1998年4月21日発売[48]、ISBN 978-4-06-319927-7
  6. 1998年4月21日発売[49]、ISBN 978-4-06-319928-4
  7. 1998年5月20日発売[50]、ISBN 978-4-06-319935-2
  8. 1998年5月20日発売[51]、ISBN 978-4-06-319936-9
  9. 1998年5月20日発売[52]、ISBN 978-4-06-319937-6
  10. 1998年6月20日発売[53]、ISBN 978-4-06-319945-1
  11. 1998年6月20日発売[54]、ISBN 978-4-06-319946-8
  12. 1998年6月20日発売[55]、ISBN 978-4-06-319947-5
  13. 1998年7月21日発売[56]、ISBN 978-4-06-333957-4
  14. 1998年7月21日発売[57]、ISBN 978-4-06-333958-1
  15. 1998年7月21日発売[58]、ISBN 978-4-06-333959-8
  16. 1998年8月19日発売[59]、ISBN 978-4-06-333972-7
  17. 1998年8月19日発売[60]、ISBN 978-4-06-333973-4
  18. 1998年8月19日発売[61]、ISBN 978-4-06-333974-1

## 実写映画
1983年12月24日公開。少年隊の映画デビュー作である。

### あらすじ
主人公・菱木研二は突如バイクに乗り込んできた少女・友美に「成田空港まで乗せてほしい」とせがまれ、渋々ながら成田空港まで彼女を乗せる。友美はアメリカに留学するというタケオの見送りのために急いでいたのだが、結局間に合わず落胆する。研二は友美を家まで送ろうとしているのを警官に誤解され連行されそうになるが、友美が咄嗟に「彼は私の恋人」と庇ったため事なきを得る。研二は友美に興味を持ち、別れ際にキスしようとするが拒まれてしまう。
その日の夜、研二は友人であるリエと太田に会い、休学を解かれて二年生に編入することを話す。そこへ暴走族「キャッツ」のリーダーでリエに想いを寄せる少年・ひろしが現れ、研二たちに因縁をつける。ひろしはかつてリエの父親が開いていたボクシングジムに通っていたが、リエを巡って先輩ボクサーと決闘し、死なせた過去があった。
新学期になり、研二は偶然友美と同じクラスに編入する。研二は友美を恋人だと公言したり、放送室のマイクを使って告白するなど突拍子もない行動を取り、その度に友美を怒らせ、挙句殴られてしまう。その一方で研二は担任の由紀子に可愛がられたり、クラスメイトのじゅんに言い寄られる。
下校中、研二はキャッツのメンバーに絡まれている友美を助けるが、バイクでの逃走の末に追い詰められる。そこへ伝説と呼ばれる謎の女・本牧レディが現れてキャッツのメンバーを撃退する。友美は研二と接するうちに彼に惹かれている自分に気づき、勇気を出して告白し自分からキスをする。
しかし、先述の一件でキャッツのメンバーに目をつけられた研二は、一人でいるところを襲われて大怪我を負う。じゅんは仇を取るべく単身でキャッツのアジトに乗り込み奮闘するが、そこに本牧レディが現れる。本牧レディの正体はリエであり、研二を襲ったメンバーを3日以内に引き渡すようにひろしに警告する。
ひろしはメンバーを守るため、そしてリエと決着をつけるために友美を誘拐してリエを倉庫に呼びつける。はじめはリエとひろしとの決闘から、助けにきた研二たちを巻き込んでの乱闘の末、ひろしと研二はバイクで勝負することになる。しかし、競争中にバイクがスリップしたために二人とも転倒し、ひろしは意識を失い病院に搬送される。
リエは責任を感じて泣きじゃくるが、手術を終えた医師から一命を取り留めたことを告げられ皆歓喜する。
研二は友美とバイクに乗り、朝日に向かって走っていく。

### スタッフ
- 監督・脚本：井上梅次
- 製作：ジャニー喜多川、小倉斉、瀬島光雄
- 原作：楠みちはる（講談社「週刊少年マガジン」連載）
- 撮影：小野正
- 美術：松井敏行
- 編集：菅野順吉
- 録音：井家真紀夫
- 照明：小中健二郎
- 音楽：渡辺敏行
- 助監督：崎田憲一
- 振付：西条満
- プロデューサー：野木勉
- プロデューサー補：筒井善範
- 協力：講談社
- 企画制作：東宝映画、ジャニーズ事務所

### 出演者
- 菱木研二：錦織一清
- 町田ひろし：東山紀之
- 太田一夫：植草克秀
- 佐藤友美：樹由美子（現・麻生祐未）
- 白川由紀子：秋吉久美子
- 相沢リエ：三原順子
- 新名じゅん：渡辺千秋
- マミちゃん：鈴木幸恵
- 相沢卓：森次晃嗣
- 耀子：麻丘あゆ美
- 島英彦：篠田三郎
- 菱木源三：坂上二郎
- 菱木よね：野中マリ子
- 村野一郎：田中宏孔
- 暴走族「キャッツ」のタンク:すのうち滋之
- 優ひかり
- 車だん吉
- 磯村みどり
- 二瓶正也
- 三好圭一
- バスケ部員：イーグルス（中村成幸、宇治正高、内海光司、大沢樹生）
- ジャニーズJr.（劇中の暴走族「横浜キャッツ」のメンバー）
  - スネーク：平本淳也
  - スコッチ：河村直人
  - バーボン：牧村稔
  - ハイエナ：加藤武史
- ジャニーズJr.
  - 東昌孝
  - ボクサーの松本吾郎：木暮毅
  - 生徒：遠藤直人
  - 生徒：武口明
- ジャニーズJr.（テロップに名前の出ていないエキストラメンバー）
  - 鈴木則行
  - 前田直樹
  - 内海裕一
  - 守屋二郎
  - 江端郁己
  - 江端郁世
  - 柳沢超
  - 正木慎也
  - 石丸志門
  - 中本雅俊
  - 他多数

### 主題歌・劇中歌
- 少年隊「あいつとララバイ」（『少年隊 35th Anniversary BEST』（通常版）に収録）
- 少年隊「あなたに今Good-bye」（『少年隊 35th Anniversary BEST』（通常版）に収録）
- 少年隊「トワイライト・フィーリング」（『少年隊 35th Anniversary BEST』（通常版）に収録）

### 同時上映
- 「エル・オー・ヴィ・愛・N・G」
  - 主演：田原俊彦
  - 出演：近藤真彦、多岐川裕美、美保純、萬田久子、村井国夫
  - 監督：舛田利雄

## アニメ映画
『あいつとララバイ 水曜日のシンデレラ』　1987年8月1日公開。併映は「バリバリ伝説」。

### スタッフ（アニメ映画）
- 製作：講談社、日本ヘラルド映画
- 監督：高橋資祐
- 演出：横山広行
- 製作者：加藤勝久、古川博三、布川ゆうじ
- プロデューサー：鈴木良平、神立勝一、五十嵐隆夫
- アニメーションプロデューサー：津野竜之輔
- 企画：平賀純男、内田勝、大渕順雄
- 原作：楠みちはる
- 脚本：渡邊由自
- 撮影監督：光枝弘明
- 美術監督：中村光毅
- 編集：森田編集室（坂本雅紀、森田清次）
- 音楽：門倉聡、工藤隆、山本健司
- 音楽プロデューサー：金子秀昭
- 主題歌：吉永優「涙のSweet Angel」「抱きしめてよRain」
- アニメーション制作：スタジオぴえろ

### 声の出演
- 堀川亮：菱木研二
- 玉川砂記子：佐藤友美
- 島本須美：その子
- 近石真介：ボンバーのオヤッさん
- 神代智恵：新名じゅん
- 佐藤政道：大門恭介
- 島田敏：早瀬
- 伊倉一恵：白川由紀子
- 松本保典：ライダー
- 土方優人：
- 辻谷耕史：
- 中多和宏：
- 目黒祐一：学生
- 横田みはる：女学生